# Tunácuaro
Tunácuaro är en ort i Mexiko.   Den ligger i kommunen Ario och delstaten Michoacán de Ocampo, i den södra delen av landet, 270 km väster om huvudstaden Mexico City. Tunácuaro ligger 2 056 meter över havet och antalet invånare är 374.
Terrängen runt Tunácuaro är lite bergig. Runt Tunácuaro är det ganska glesbefolkat, med 48 invånare per kvadratkilometer. Närmaste större samhälle är Ario de Rosales, 3,7 km sydväst om Tunácuaro. I omgivningarna runt Tunácuaro växer huvudsakligen savannskog.